# Disney Jr.
 (транскр.  Дизни јуниор) је америчка претплатничка телевизијска мрежа у власништву јединице Walt Disney Television предузећа The Walt Disney Company преко Disney Channels Worldwide. Његов програм се састоји од оригиналних телевизијских серија, биоскопски-издатих и кућно-издатих филмова и одабраног програма треће стране.
Од фебруара 2011. до јануара 2017. године, име Disney Jr. је коришћено за јутарњи и касно-поподневни програмски блок на каналу Disney Channel, под именом Disney Jr. on Disney Channel.